# Manettia pedunculata
Manettia pedunculata är en måreväxtart som först beskrevs av Spreng., och fick sitt nu gällande namn av Karl Moritz Schumann. Manettia pedunculata ingår i släktet Manettia och familjen måreväxter. Inga underarter finns listade i Catalogue of Life.